# Adrian Wiener
Adrian Wiener (n. 23 iunie 1973

, Arad, România) este un senator român, ales în 2016.
În 2017 a depus un proiect de lege la Senat care prevede limitarea acizilor grași trans-nesaturați la maxim 2g per 100g de grăsimi. Parlamentul a adoptat proiectul pe 28 iulie 2020, iar în data de 19 august a aceluiași an, Președintele Klaus Iohannis l-a promulgat. Legea a intrat în vigoare pe 1 aprilie 2021, iar producătorii care nu se vor conforma vor risca amenzi între 10.000 și 30.000 de lei.
Wiener este de origine evreiască după tatăl său, care s-a convertit la religia creștin-ortodoxă.